# Національний олімпійський комітет України
Національний олімпійський комітет України, скорочено НОК України — громадська організація, що опікується участю українських спортсменів в Олімпійських іграх, діючи відповідно до положень Олімпійської хартії.

## Статус
НОК України був утворений 22 грудня 1990 року I Генеральною асамблеєю засновників й був визнаний Міжнародним олімпійським комітетом в 1993 році. Декларована мета НОК України — забезпечення участі українських спортсменів в Олімпійських іграх, розширення міжнародного співробітництва, популяризація масового спорту і здорового способу життя, фізичне і духовне збагачення людей.
Національний олімпійський комітет України об'єднує 40 федерацій з олімпійських видів спорту, як одних з суб'єктів олімпійського руху до яких належать федерації видів спорту визнані МОК і фізкультурно-спортивні товариства та відомства.
НОК також має власні відділення у всіх регіонах країни.
Президентом НОК України станом на 2022 рік є Гутцайт Вадим Маркович. 
НОК України видає офіційний щомісячний журнал під назвою «Олімпійська арена», який виходить щомісяця, а також, раз на два тижні, бюлетень «Олімпійські новини від НОК України».

## Історія НОК України
Історія олімпійського руху в Україні розпочалася в 1952 році, коли спортсмени України у складі збірної команди Радянського Союзу вперше взяли участь в Іграх XV Олімпіади в Гельсінкі. З 1952 по 1990 роки олімпійський рух в Україні розвивався та зміцнював свою позицію в житті країни. Українські атлети складали щонайменше 25 % кожної олімпійської команди СРСР. Під час Ігор XXII Олімпіади 1980 року деякі матчі футбольного турніру з великим успіхом проводилися в Києві.
За 58 річну історію виступів на Олімпійських іграх (1952—2014 роки) українські спортсмени завоювали 623 медалі.
22 грудня 1990 року І Генеральна асамблея засновників ухвалила рішення створити Національний олімпійський комітет України і ця дата є офіційною датою його створення. У вересні 1993 року НОК України був остаточно визнаний Міжнародним олімпійським комітетом. НОК України діє відповідно до положень Олімпійської хартії, Конституції України та чинного законодавства України і свого Статуту.
Статут Національного олімпійського комітету України вказує, що засновниками НОК України виступили представники республіканських федерацій з видів спорту визнаних відповідними МФ, члени НОК СРСР, що проживають на території УРСР, областей України, міст Києва та Севастополя, ради федерації незалежних профспілок України, ЦК ЛКСМ України (МДС), Держкомітету УРСР у справах молоді, фізичної культури та спорту, РР ДФСТ профспілок, УР ФСТ «Динамо», РР ПКФСТ «Колос», РР ВДСТ «Трудові резерви», Спортклубів армії, ЦК ДТСААФ, Держтелерадіо, Міністерство вищої та середньої спеціальної освіти УРСР, Міністерство народної освіти УРСР, Міністерство охорони здоров'я УРСР, Інститутів фізичної культури, редакції «Спортивна газета», редакції журналу «Старт», спортсмени та тренери, громадських та державних установ, що сприяють олімпійському руху, окремі громадяни України, які підтримують олімпійський рух.
Основні завдання НОК України — забезпечення участі в Олімпійських іграх, розширення міжнародного співробітництва, популяризація масового спорту і здорового образу життя, фізичне і духовне збагачення людей.
З цією метою НОК України співпрацює з державними, громадськими та іншими організаціями. На засадах незалежності та доброї волі Національний олімпійський комітет України об'єднує 40 федерацій з олімпійських видів спорту.
НОК також має відділення у всіх регіонах країни.
На перших Європейських іграх українці вибороли 46 нагород.
З 2010 року Міжнародним олімпійським комітетом започатковані юнацькі Олімпійські ігри. На літніх та зимових Юнацьких Олімпійських іграх українські спортсмени здобули 67 нагород.
Традиційно, починаючи з 1993 року, юнаки й дівчата України беруть участь у зимових і літніх Європейських юнацьких олімпійських фестивалів (днях), де посідають високі місця серед держав Європи. За ці роки юні атлети здобули 183 медалі фестивалів.
Членами МОК від України є Олімпійські чемпіони Сергій Бубка та Валерій Борзов.

### Медалі на літніх Олімпійських іграх
| Ігри                | Золото | Срібло | Бронза | Загалом | Місце |
| 1996 Атланта        | 9      | 2      | 12     | 23      | 9     |
| 2000 Сідней         | 3      | 10     | 10     | 23      | 21    |
| 2004 Афіни          | 8      | 5      | 9      | 22      | 13    |
| 2008 Пекін          | 7      | 5      | 15     | 27      | 11    |
| 2012 Лондон         | 6      | 4      | 8      | 18      | 14    |
| 2016 Ріо-де-Жанейро | 2      | 5      | 4      | 11      | 31    |
| 2020 Токіо          | 1      | 6      | 12     | 19      | 44    |
| Загалом             | 36     | 37     | 70     | 143     |       |

### Медалі на зимових Олімпійських іграх
| Ігри                | Золото | Срібло | Бронза | Загалом | Місце |
| 1994 Ліллегаммер    | 1      | 0      | 1      | 2       | 13    |
| 1998 Нагано         | 0      | 1      | 0      | 1       | 18    |
| 2002 Солт-Лейк-Сіті | 0      | 0      | 0      | 0       | -     |
| 2006 Турин          | 0      | 0      | 2      | 2       | 25    |
| 2010 Ванкувер       | 0      | 0      | 0      | 0       | -     |
| 2014 Сочі           | 1      | 0      | 1      | 2       | 20    |
| 2018 Пхьончхан      | 1      | 0      | 0      | 1       | 21    |
| Всього              | 3      | 1      | 4      | 8       |       |

## Президенти

### Олімпійський комітет УРСР
| № | Портрет | Ім'я (роки життя)          | Роки каденції | Роки каденції |
| № | Портрет | Ім'я (роки життя)          | Початок       | Закінчення    |
| - | ------- | -------------------------- | ------------- | ------------- |
| 1 |         | Павло Єсипенко (1919—2013) | 1977          | 1991          |

### Національний олімпійський комітет України
| № | Портрет | Ім'я (роки життя)       | Роки каденції | Роки каденції |
| № | Портрет | Ім'я (роки життя)       | Початок       | Закінчення    |
| - | ------- | ----------------------- | ------------- | ------------- |
| 1 |         | Валерій Борзов (1949—)  | 1991          | 1998          |
| 2 |         | Іван Федоренко (1944—)  | 1998          | 2002          |
| 3 |         | Віктор Янукович (1950—) | 2002          | 2005          |
| 4 |         | Сергій Бубка (1963—)    | 2005          | 2022          |
| 5 |         | Вадим Гутцайт (1971—)   | 2022          | донині        |

## Суб'єкти олімпійського руху

### Федерації з олімпійських видів спорту
| - Академічне веслування (Андрій Вінграновський) - Альпінізм і скелелазіння (Ганна Ясинська) - Бадмінтон (Олексій Дніпров) - Баскетбол (Михайло Бродський) - Бейсбол та софтбол (Андрій Ніколаєнко) - Біатлон (Володимир Бринзак) - Бобслей та скелетон (Михайло Гераскевич) - Бокс (Володимир Продивус) - Боротьба (Олег Кравченко) - Важка атлетика (Олександр Герега) - Велоспорт (Андрій Грівко) - Вітрильний спорт (Родіон Лука) - Водне поло (Олександр Свіщов) - Волейбол (Михайло Мельник) - Гандбол (Андрій Мельник) | - Гімнастика (спортивна) (Олександр Сухомлин) - Гімнастика (художня) (Альбіна Дерюгіна) - Гольф (Віталій Хомутиннік) - Дзюдо (Михайло Кошляк) - Каное (Сергій Чернишов) - Карате (Іван Дутчак) - Керлінг (Олексій Перевезенцев) - Кінний спорт (Андрій Мілованов) - Ковзанярський спорт (Сергій Бродович) - Легка атлетика (Равіль Сафіуллін) - Лижний спорт (Ігор Мітюков) - Настільний теніс (Олександр Зац) - Плавання (Андрій Власков) - Регбі (Євген Баженков) - Роликовий спорт (Олександр Симоненко) | - Санний спорт (Анатолій Малищик) - Синхронне плавання (Ігор Лисов) - Стрибки в воду (Ігор Лисов) - Стрільба (Олег Волков) - Стрільба із лука (Нестор Шуфрич) - Сучасне п'ятиборство (Ігор Панін) - Теніс (Сергій Лагур) - Триатлон (Юрій Горобець) - Тхеквондо (Лесік Саманджия) - Фехтування (Вадим Гутцайт) - Фігурне катання (Михайло Макаров) - Футбол (Андрій Павелко) - Хокей з шайбою (Георгій Зубко) - Хокей на траві (Зеновій Холоднюк) |

### Федерації видів спорту визнані МОК
- Автомобільний спорт (Леонід Костюченко)
- Флорболу (Тамуз Хідір)

### Фізкультурно-спортивні товариства
- ФСТ «Динамо» України
- ВФСТ «Колос»
- ВФСТ «Україна»
- ФСТ «Спартак»
- Комітет з фізичного виховання та спорту Міністерства освіти і науки України
- Управління фізичної культури і спорту Міністерства оборони України

## Структура

### Центральний (головний) офіс
- Виконком і керівництво (21)
  - Гутцайт Вадим Маркович (Президент), Перевезенцев Олексій Юрійович (Перший віцепрезидент), Булатова Марія Михайлівна (Віцепрезидент), Дніпров Олексій Сергійович (Віцепрезидент), Крикун Олександр Володимирович (Віцепрезидент), Баженков Євген Володимирович, Борзов Валерій Пилипович, Бубка Сергій Назарович, Дерюгіна Ірина Іванівна, Зантарая Георгій Малхазович, Заспа Лариса Леонідівна, Костенко Павло Іванович, Копитко Юрій Богданович, Кошляк Михайло Анатолійович, Лисов Ігор Володимирович, Мельник Андрій Анатолійович, Немчінов Олег Миколайович, Подкопаєва Лілія Олександрівна, Ремський Віктор Васильович, Уманець Ніна Дмитрівна, Харлан Ольга Геннадіївна
- Члени НОК України
- Почесні члени НОК України (14)
  - Барабаш-Темпл Лариса Мелані, Беньямінов Герман Федорович, Васюник Іван Васильович, Величко Олександр Іванович, Дерюгіна Альбіна Миколаївна, Дьомін Олег Олексійович, Іванов Борис Вікторович, Карленко Василь Павлович, Костенко Микола Павлович, Кріс Григорій Якович, Куроченко Іван Панасович, Міщенко Сергій Олександрович, Турчина Зінаїда Михайлівна, Федоренко Іван Никифорович

### Регіональні відділення
Окрім у Криму зі Севастополем, усі відділення юридично є громадськими об'єднаннями. Кожний регіон України має своє відділення НОК України, а також окремо і місто Горішні Плавні.
- ВІДДІЛЕННЯ У ВІННИЦЬКІЙ ОБЛАСТІ
- ВІДДІЛЕННЯ У ВОЛИНСЬКІЙ ОБЛАСТІ
- ВІДДІЛЕННЯ В ДНІПРОПЕТРОВСЬКІЙ ОБЛАСТІ
- ВІДДІЛЕННЯ В ДОНЕЦЬКІЙ ОБЛАСТІ
- ВІДДІЛЕННЯ В ЖИТОМИРСЬКІЙ ОБЛАСТІ
- ВІДДІЛЕННЯ В ЗАКАРПАТСЬКІЙ ОБЛАСТІ
- ЗАПОРІЗЬКЕ ОБЛАСНЕ ВІДДІЛЕННЯ
- ВІДДІЛЕННЯ В ІВАНО-ФРАНКІВСЬКІЙ ОБЛАСТІ
- КИЇВСЬКЕ МІСЬКЕ ВІДДІЛЕННЯ
- ВІДДІЛЕННЯ В КИЇВСЬКІЙ ОБЛАСТІ
- ВІДДІЛЕННЯ В КІРОВОГРАДСЬКІЙ ОБЛАСТІ
- ЛУГАНСЬКЕ ОБЛАСНЕ ВІДДІЛЕННЯ
- ВІДДІЛЕННЯ У ЛЬВІВСЬКІЙ ОБЛАСТІ
- ВІДДІЛЕННЯ У МИКОЛАЇВСЬКІЙ ОБЛАСТІ
- ВІДДІЛЕННЯ В ОДЕСЬКІЙ ОБЛАСТІ
- ПОЛТАВСЬКЕ ОБЛАСНЕ ВІДДІЛЕННЯ
- ВІДДІЛЕННЯ В РІВНЕНСЬКІЙ ОБЛАСТІ
- ВІДДІЛЕННЯ В СУМСЬКІЙ ОБЛАСТІ
- ВІДДІЛЕННЯ У ТЕРНОПІЛЬСЬКІЙ ОБЛАСТІ
- ВІДДІЛЕННЯ У ХАРКІВСЬКІЙ ОБЛАСТІ
- ВІДДІЛЕННЯ У ХЕРСОНСЬКІЙ ОБЛАСТІ
- ВІДДІЛЕННЯ В ХМЕЛЬНИЦЬКІЙ ОБЛАСТІ
- ВІДДІЛЕННЯ У ЧЕРКАСЬКІЙ ОБЛАСТІ
- ВІДДІЛЕННЯ У ЧЕРНІВЕЦЬКІЙ ОБЛАСТІ
- ВІДДІЛЕННЯ В ЧЕРНІГІВСЬКІЙ ОБЛАСТІ
- ВІДДІЛЕННЯ У М. ГОРІШНІ ПЛАВНІ, ПОЛТАВСЬКОЇ ОБЛАСТІ
- ВІДОКРЕМЛЕНИЙ СТРУКТУРНИЙ ПІДРОЗДІЛ У АР КРИМ
- ВІДОКРЕМЛЕНИЙ ПІДРОЗДІЛ В СЕВАСТОПОЛІ

### Комісії
- Комісія атлетів
- Етична комісія
- Комісія «Олімпійські федерації та суб'єкти олімпійського руху»
- Комісія «Преса та комунікації»
- Комісія “Сталий розвиток і спадщина”
- Комісія «Осередки НОК України»
- Комісія «Жінки в спорті»
- Комісія «Олімпійська освіта та культура»
- Комісія «Закордонне українство»
- Комісія «Антураж атлета»
- Комісія з нагороджень
- Асоціація олімпійців України

### Інші підрозділи
- Олімпійська Академія України
- Спортивний арбітражний суд
- Олімпійська бібліотека

## Партнери
НОК України до підтримки олімпійського спорту залучає український бізнес. Серед партнерів комітету є роздрібна мережа магазинів взуття й одягу ІНТЕРТОП.